# Stuart Wells
Stuart Wells (* 18. September 1982 in Wallsend) ist ein ehemaliger britischer Schauspieler. Er ist vor allem für seine Rolle als Michael in dem Film Billy Elliot (2000) bekannt. Wells wurde während der Dreharbeiten 17 Jahre alt, aber er porträtierte einen 11-Jährigen.
Im Jahr 2001 gab Wells die Schauspielerei auf, um sich dem 1. Bataillon der britischen Armee, dem Royal Regiment of Fusiliers, anzuschließen. Er verließ die Armee im Jahr 2008 im Rang eines Unteroffiziers, nachdem er drei Einsätze absolviert hatte, darunter zwei im Irak.

## Filmografie
- 2000: Billy Elliot – I Will Dance (Billy Elliot)
- 2001: Baited Breath (Fernsehfilm)
- 2001–2002: Peak Practice (Fernsehserie, 7 Folgen)